# トルブチェフスク公
トルブチェフスク公（ロシア語: князь Трубчевский）は、トルブチェフスク公国の君主の称号である。「公」はクニャージからの訳出による。君主号・公国の名は、その首都だったトルブチェフスクによる。

## トルブチェフスク公の一覧
括弧内はトルブチェフスク公位への在位年
ルーシ期
- フセヴォロド・スヴャトスラヴィチ (1164年 - 1196年)[1]
- スヴャトスラフ・フセヴォロドヴィチ (1196年 - 1232年以降)[1]
- アンドレイ・スヴャトスラヴィチ[1](13世紀前半)[2]
- ミハイル・アンドレエヴィチ (13世紀後半)[1]
- イヴァン・ミハイロヴィチ（14世紀前半[1]

リトアニア期
- ドミトリユス・アルギルダイティス (1356年頃 - 1380年)[3]

以降、ドミトリウスの子孫に受け継がれる。1566年、ロシア・ツァーリ国にトルブチェフスク公国が吸収され、公位消滅（貴族・トルベツコイ家(ru)としての家系は存続）。